# Tipula (Lunatipula) palmarum
Tipula (Lunatipula) palmarum is een tweevleugelige uit de familie langpootmuggen (Tipulidae). De soort komt voor in het Nearctisch gebied.